# Lilla Häradssjön
Lilla Häradssjön är en sjö i Finspångs kommun i Östergötland och ingår i Motala ströms huvudavrinningsområde.